# Metropolia Los Angeles
Metropolia Los Angeles – metropolia Kościoła rzymskokatolickiego obejmująca środkową i południową część stanu Kalifornia w Stanach Zjednoczonych.
Katedrą metropolitarną jest Katedra Matki Bożej Anielskiej w Los Angeles.

## Podział administracyjny
Metropolia jest częścią regionu XI (CA, HI, NV)
- Archidiecezja Los Angeles
- Diecezja Fresno
- Diecezja Monterey
- Diecezja Orange w Kalifornii
- Diecezja San Bernardino
- Diecezja San Diego

## Metropolici
- John Joseph Cantwell (1936–1947)
- Kardynał James McIntyre (1948–1970)
- Kardynał Timothy Manning (1970–1985)
- Kardynał Roger Mahony (1985–2011)
- José Horacio Gómez (2011-obecnie)